# 黒崎リコ
黒崎 リコ（くろさき リコ、1984年5月18日　- ）は、日本の元グラビアアイドル、元レースクイーン。東京都出身。
ワンエイトプロモーションに所属していたが現在は退所している。

## 人物
- 趣味：買い物、スポーツ
- 特技：水泳、ピアノ、習字

## 出演

### イメージガール
- フォーミュラ・ニッポン Team BOSS（2006年）
- SUPER GT Teamマッハ「マッハGoGoGo車検GAL」（2006年）

### DVD
- MAJOR DEBUT （リバプール）
- ボーダーライン （リバプール）

### テレビ
- 銭華2 DX豪華版 (日本テレビ)
- ぐるはぴっ! (テレビ東京)
- AR KITCHEN (グリーンチャンネル)
- Promissed Angel (エンタ!371)
- 矢部美穂のオンナの蜜談（MONDO21）
- 誘惑のマーメイド（MONDO21）